# Джабидзе, Давид Васильевич
Давид Васильевич Джабидзе (1916—1982) — капитан Советской Армии, участник Великой Отечественной войны, Герой Советского Союза (1946).

## Биография
Давид Джабидзе родился 10 (по новому стилю — 23) февраля 1916 года в селе Чхари (ныне — Тержольский муниципалитет Грузии). Окончив школу, работал на руднике в Ткибули. В 1937 году окончил три курса химического факультета Тбилисского государственного университета и Тбилисский аэроклуб. В ноябре того же года Джабидзе был призван на службу в Рабоче-крестьянскую Красную Армию. В 1940 году он окончил Сталинградскую военную авиационную школу лётчиков, после чего служил в Ленинградском военном округе. С июня 1941 года — на фронтах Великой Отечественной войны. Участвовал в боях под Ленинградом, 10 декабря 1941 года в воздушном бою был сбит и получил тяжёлое ранение. В госпитале ему было удалено одно лёгкое. В 1943 году Джабидзе окончил Военно-воздушную академию в Монино. В дальнейшем участвовал в боях на Южном, 4-м Украинском, 3-м и 1-м Белорусских фронтах. Участвовал в освобождении Краснодарского края, Крыма, Белорусской ССР, Прибалтики, Висло-Одерской операции, штурме Берлина.
К концу войны капитан Давид Джабидзе командовал эскадрильей 812-го истребительного авиаполка 265-й истребительной авиадивизии 3-го истребительного авиакорпуса 16-й воздушной армии 1-го Белорусского фронта. К тому времени он совершил 274 боевых вылета, принял участие в 64 воздушных боях, в которых сбил 22 вражеских самолёта лично и ещё 2 — в составе группы. По данным исследования М. Ю. Быкова, одержал только 18 личных побед.
Указом Президиума Верховного Совета СССР от 15 мая 1946 года за «мужество и героизм, проявленные в боях» капитан Давид Джабидзе был удостоен высокого звания Героя Советского Союза с вручением ордена Ленина и медали «Золотая Звезда» за номером 9006.
В июле 1947 года в звании капитана Джабидзе вышел в отставку. В 1955 году он окончил исторический факультет и аспирантуру Тбилисского государственного университета, после чего остался в нём преподавать. Проживал в Тбилиси, умер 15 декабря 1982 года, похоронен на Сабурталинском кладбище Тбилиси.
Профессор, доктор исторических наук. Был также награждён двумя орденами Красного Знамени, орденами Александра Невского и Отечественной войны 1-й степени, а также рядом медалей.